# Aplastisk anæmi
Aplastisk anæmi er en sygdom, hvor kroppen producerer for få blodceller. Blodceller produceres af stamceller i knoglemarven, og sygdommen skyldes skade på eller undertrykkelse af stamceller..  Aplastisk anæmi skaber mangel på alle tre typer blodceller: røde (erytrocytter), hvide blodlegemer (leukocytter) og blodplader (trombocytter). 
Sygdommen rammer oftest yngre mennesker, men forekommer også blandt ældre. Den kan skyldes genetisk arv, immunreaktion eller eksponering overfor kemikalier, stoffer eller stråling. I ca. halvdelen af tilfældene er årsagen ukendt.